# Remshalden
Remshalden település Németországban, azon belül Baden-Württembergben. Lakosainak száma 14 185 fő (2023. december 31.).

## Népesség
A település népessége az elmúlt években az alábbi módon változott:
| Lakosok száma | 8066 | 10 588 | 12 082 | 12 620 | 12 867 | 13 284 | 13 492 | 13 509 | 13 494 | 14 185 |
|               | 1961 | 1967   | 1974   | 1980   | 1987   | 1993   | 2000   | 2006   | 2013   | 2023   |

## Testvértelepülések
- Gournay-en-Bray, Franciaország, 1989 óta
- Etyek, Magyarország, 1994 óta
- Elterlein, Németország